# Erica villosa
Erica villosa är en ljungväxtart som beskrevs av Gábor Gabriel Andreánszky. Erica villosa ingår i släktet klockljungssläktet, och familjen ljungväxter. Inga underarter finns listade i Catalogue of Life.